# William Rees (Ökologe)

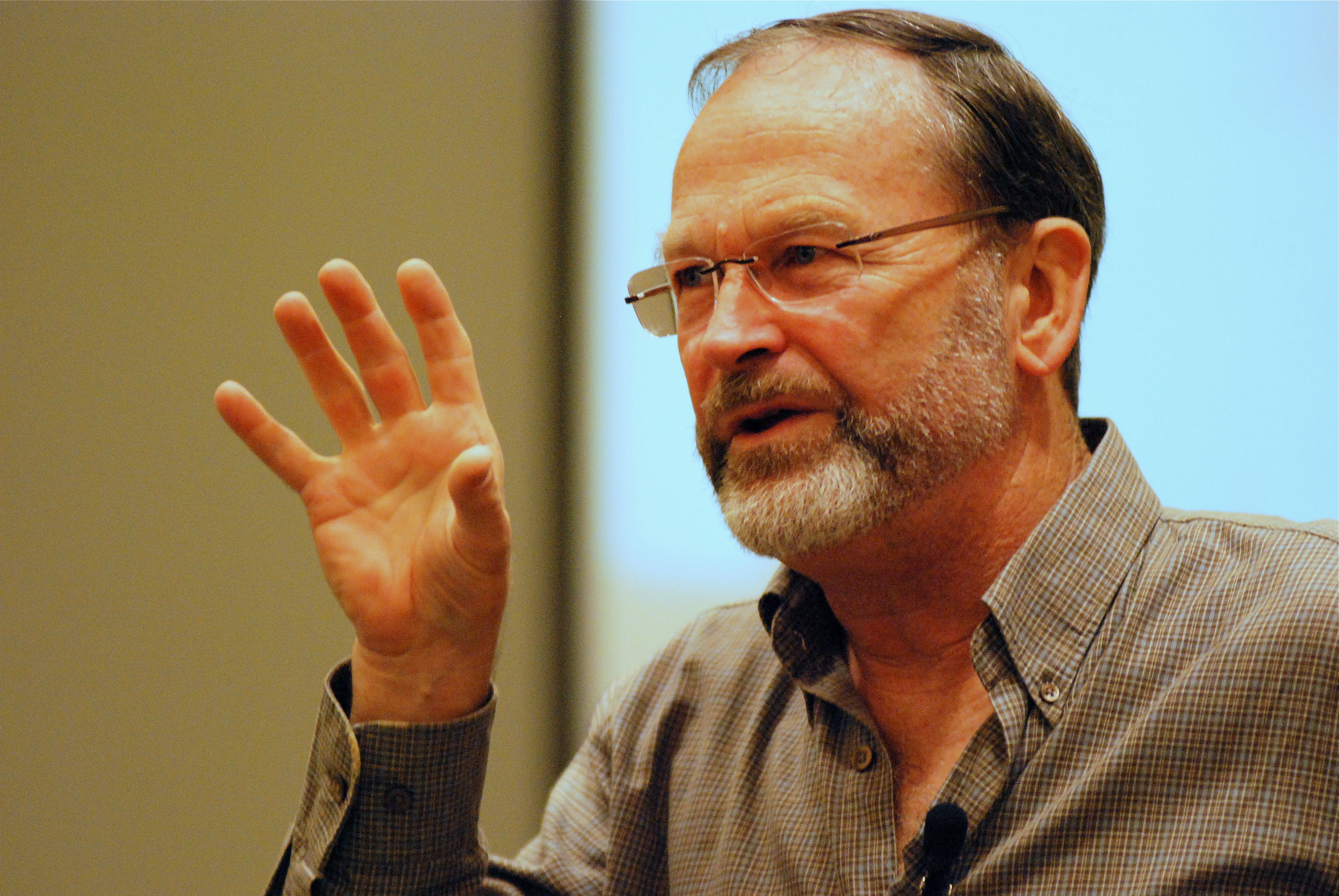
William Rees (2008)

William Rees (* 18. Dezember 1943) ist ein kanadischer Ökologe und Professor an der University of British Columbia und früherer Direktor der School of Community and Regional Planning (SCARP). Er ist international bekannt durch das Konzept des Ökologischen Fußabdrucks, das er zusammen mit dem Schweizer Mathis Wackernagel entwickelt hat.
Seine Lehre und Forschung fokussiert sich auf die Politik und Planung hinsichtlich globaler ökologischer Entwicklungen und der notwendigen ökologischen Bedingungen für eine nachhaltige sozioökonomische Entwicklung.

## Auszeichnungen
Im Rahmen seiner wissenschaftlichen Arbeit wurde Rees schon mehrfach geehrt. So erhielt er im Jahr 1997 aufgrund seiner Forschungsleistungen den Senior Killam Research Prize. 2000 ernannte ihn The Vancouver Sun zu einem der besten „öffentlichen Intellektuellen“ von British Columbia. Im Jahr 2006 wurde Rees in die Royal Society of Canada gewählt. Im Folgejahr wurde er mit einer dreijährigen Mitgliedschaft in der prestigeträchtigen Pierre Elliott Trudeau Foundation ausgezeichnet.

## Publikationen
- Mathis Wackernagel & William Rees: Our Ecological Footprint: Reducing Human Impact on the Earth. New Soc Pr, ISBN 978-0865713123